# T30
Beim Heavy Tank T30 handelt es sich um einen schweren, experimentellen Kampfpanzer der U.S. Army aus der Zeit des Zweiten Weltkriegs, der aber nie über das Prototypenstadium hinauskam.
Eine Besonderheit des Panzers war das 155-mm-T7-Geschütz, wobei es sich um eine der schwersten je auf einem Panzer montierten Kanonen handelte.

## Geschichte
Die Entwicklung des T30 lässt sich bis zum Sommer 1944 zurückverfolgen, als die U.S. Army, bedingt durch die Erfahrungen aus Europa mit den schweren Panzern der Wehrmacht, neues Interesse an der Entwicklung eines entsprechenden Fahrzeuges hatte. In den Jahren zuvor waren zahlreiche Panzerprojekte gescheitert, wie zum Beispiel der M6 Heavy Tank, der bis zum Ende des Jahres 1942 sogar zur Serienreife entwickelt worden war, die Serienproduktion aber zu Gunsten des M4 Sherman gestrichen wurde. Als nach der Landung in der Normandie immer deutlicher wurde, dass der M4 den deutschen Panther- und Tiger-I-Panzern hoffnungslos unterlegen war, reagierte die Army und entwickelte den T26, den späteren M26 Pershing, zur Serienreife weiter. Allerdings führten die Deutschen im selben Zeitraum den Tiger II (auch als „Königstiger“ bekannt) ein, wobei absehbar war, dass der Pershing, dessen Einsatz durch interne Streitigkeiten verzögert wurde, diesem erneut unterlegen sein würde. Daher empfahlen die US-Streitkräfte am 14. September 1944 die Entwicklung und Herstellung von vier Prototypen für einen neuen schweren Panzer. Zwei davon wurden als Heavy Tank T29 bezeichnet und waren mit der 105-mm-T5E1-Kanone bewaffnet. Die restlichen zwei wurden als T30 bezeichnet und waren mit der 155-mm-T7-Kanone bewaffnet.
Die ersten zwei T30-Prototypen begannen das Testprogramm bei Aberdeen kurz nach dem T29. Der erste kam im April 1948 auf das Testgelände, gefolgt vom zweiten im Juli. Da die T30-Prototypen ursprünglich als Parallelentwicklung zum T29 gedacht waren, wiesen sie zunächst eine entsprechend hohe Komponentenübereinstimmung auf. Dies änderte sich allerdings bereits frühzeitig in der Konzeptionsphase, als man sich dazu entschied, den Ford GAC Motor durch den luftgekühlten Continental AV-1790-3 V-12 Motor, der bis zu 810 PS (bei 2800/min) leistete, zu ersetzen. So war es frühzeitig ein Schwerpunkt des T30-Testprogramms, den neuen Motor mit dem CD-850 Cross-Getriebe abzustimmen.

## Technische Beschreibung
Die Wanne des T30 war, mit Ausnahme der notwendigen Änderungen im Motorraum, mit der des T29 identisch. Auch der Turm war in weiten Teilen dem des T29 sehr ähnlich, allerdings mussten hier umfangreichere Anpassungen für die 155-mm-T7-Kanone vorgenommen werden, so wurde u. a. eines der MGs entfernt. Das T7-Geschütz wies eine relativ geringe Mündungsgeschwindigkeit von ca. 700 m/s auf, was durch das hohe Geschossgewicht von 43 kg kompensiert wurde. Das wiederum führte dazu, dass wie beim 105-mm-Geschütz des T29 auch beim T30 die Granaten und die Treibladung getrennt gelagert und geladen werden mussten. Die Treibladung wog ungefähr 18 kg, so dass das Gesamtgewicht bei rund 61 kg lag. Da für schnelle Schussfolgen solch ein Gewicht auch für zwei Ladeschützen eine zu große Arbeitsbelastung darstellt, wurde ein automatischer Ansetzer zur Unterstützung eingebaut. Bereits im Vorfeld der Tests war zu erwarten, dass es erhebliche Schwierigkeiten im Umgang mit der schweren Munition im Inneren des Panzers geben würde. Daher genehmigte die US-Army am 24. Juli 1947 den Einbau dieses automatischen Ansetzers und einen Mechanismus, um die Patronenhülsen automatisch auszuwerfen.

## Erprobung
Der umgebaute Prototyp wurde nun als T30E1 bezeichnet, das modifizierte 155-mm-Geschütz wurde nun unter der Kennung T7E1 geführt. Da sich trotz dieser Anpassungen der Umgang mit der Munition während der Testreihen weiterhin als Problem erwies, wurde zusätzlich noch eine Hebevorrichtung installiert.
Ende 1948 wurde das Testprogramm bereits wieder eingestellt. Letztendlich hatte sich trotz der zahlreichen Anpassung die T7-Kanone als zu aufwändig für einen Kampfpanzer erwiesen. Da auch die ballistischen Eigenschaften des 155-mm-Geschützes problematisch waren, entschied man sich für den Abbruch des Programms. Daraufhin wurde ein Prototyp mit der 120-mm-T53-Kanone, die für die Panzerbekämpfung deutlich besser geeignet war, ausgestattet und als Heavy Tank T34 bezeichnet (ursprünglich T30E2) in ein separates Testprogramm geschickt. Dagegen wurde der zweite T30 ausgemustert und in Fort Knox ausgestellt, wo er heute noch besichtigt werden kann.

### T58
In den 1960er Jahren wurde die T7-Kanone erneut für ein Panzerprojekt, den T58, herangezogen. Bei diesem suchte die US-Army nach einem Nachfolger für den M103. Dafür wurde das T7-Geschütz mit einem Revolvermagazin modifiziert und als T180 bezeichnet. Damit vereinfachte man zwar die Arbeitsbelastung für die Besatzung, allerdings waren die ballistischen Eigenschaften des T180 weiterhin ungünstig für die Panzerbekämpfung, sodass auch der T58 scheiterte. Letztendlich handelte es sich dabei um ein grundsätzliches Problem, weshalb die US-Army bei allen nachfolgenden Panzerprojekten auf solch ein großes Kaliber verzichtete.